# Caterina Mongardi
Caterina Mongardi in Sgarzi, talvolta indicata come Cattarina o raramente Laura Cattarina (1645 – 1680) è stata una pittrice italiana della scuola di pittura di Elisabetta Sirani, attiva intorno al 1662..

## Biografia
Figlia del pittore Lodovico Mongardi (?-1689), 
Caterina o Cattarina Mongardi nacque nel 1645. Poco si sa di lei.
Ricordata come pittrice da Carlo Cesare Malvasia e Antonio Masini tra gli altri, da Marcello Oretti e altre fonti storiche venne indicata come allieva sia di Filippo Brizio (1603-1675) che di Elisabetta Sirani, la celebre pittrice che aveva creato una scuola femminile di pittura a Bologna.
Caterina Mongardi fu l'autrice di numerose opere. Dipinse soprattutto soggetti religiosi e ricevette varie commissioni pubbliche.
Realizzò una pala d'altare raffigurante San Bernardo Tolomei per la chiesa olivetana di Imola, opera andata perduta.
Nel 1664 sposò tale Alessandro Sgarzi.
Morì nel 1680.
Caduta nell'oblio, nessun dipinto a lei attribuito è giunto fino a noi. Le sue opere documentate sono ancora in fase di studio.

### Fonti storiche
- Luigi Crespi, Vite de' pittori Bolognesi non descritte nella Felsina pittrice, Roma, Stamperia di Marco Pagliarini, 1769,  p. 26.
- Marcello Oretti, Manoscritto B129, in Notizie de' professori di dissegno cioè pittori scultori ed architetti bolognesi, parte VI, n.d. (XVIII secolo),  p. 126. URL consultato il 10 maggio 2024 (archiviato dall'url originale il 4 agosto 2021). (versione alternativa senza pagina diretta)
- Baldassarre Antonio Maria Carrati, Li matrimoni contratti in Bologna, tomo I, n.d. (XVIII secolo),  p. 279.
- Antonio di Paolo Masini, Bologna perlustrata. Con aggiunta inedita del 1690, eredi di Vittorio Benacci, 1690. (Aggiunta ripubblicata in A. Arfelli, "Bologna perlustrata" di Antonio di Paolo Masini e l'"Aggiunta" del 1690, in L'Archiginnasio, LII, 1957, p. 213)
- Carlo Cesare Malvasia, Felsina pittrice. Vite de' pittori bolognesi, Bologna, per l'Erede di Domenico Barbieri, 1678,  p. 407.